# Чукалин, Илья Владимирович
Илья Владимирович Чукалин (род. 2 августа 1982, Серпухов, Московская область) — российский государственный и общественный деятель, юрист. Генеральный директор Фонда президентских грантов с 3 апреля 2017 года. Действительный государственный советник Российской Федерации 3 класса.

## Биография
Родился 2 августа 1982 года в городе Серпухове Московской области. В 2004 году с отличием окончил Саратовскую государственную академию права, получал стипендию Президента Российской Федерации.
С 2001 по 2011 годы возглавлял Фонд «Саратовская губерния». Фонд был создан в августе 2001 года в преддверии проведения в Саратове ярмарки социальных и культурных проектов Приволжского федерального округа «Саратов 2001» и занимался внедрением проектного управления в социальной сфере региона, финансировал на конкурсной основе проекты некоммерческих организаций, организовывал значимые областные мероприятия.
Один из архитекторов системы государственной поддержки некоммерческих организаций в России, непосредственный разработчик и участник разработки ряда проектов федеральных законов, правовых актов Президента Российской Федерации, Правительства Российской Федерации, Министерства экономического развития Российской Федерации, принятие которых позволило существенно улучшить условия для деятельности некоммерческих организаций, а также развития благотворительности и волонтерства в стране.
С 2011 по 2013 годы — заместитель директора департамента стратегического управления (программ) и бюджетирования Министерства экономического развития Российской Федерации.
Под его руководством был спроектирован и реализован первый масштабный комплекс мероприятий по развитию некоммерческого сектора в стране, включавший финансовую, имущественную, информационную, консультационную, методическую, образовательную поддержку социально ориентированных некоммерческих организаций через софинансирование на конкурсной основе региональных программ поддержки таких организаций и реализацию «инфраструктурных» программ. Был непосредственным разработчиком законопроекта, предусматривавшего отнесение пожертвований в адрес благотворительных и некоторых других категорий некоммерческих организаций к расходам, уменьшающим налогооблагаемую базу по налогу на прибыль организаций (в целях стимулирования благотворительной деятельности бизнеса),. Законопроект тогда не был согласован другими министерствами, но данная мера была все же реализована в 2020 году, при этом первой из категорий организаций, в адрес которых разрешены такие пожертвования, стали получатели грантов по результатам конкурсов, проведенных Фондом президентских грантов (возглавляемым Ильей Чукалиным).
С 2013 по 2015 годы — заместитель директора департамента развития отрасли информационных технологий Министерства связи и массовых коммуникаций Российской Федерации. Занимался разработкой законопроектов, направленных на обеспечение благоприятных условий для российских ИТ-компаний (налоговые преференции, упрощение процедур привлечения высококвалифицированных иностранных работников, дистанционной работы и реализации опционных программ для мотивации персонала).
С 2015 по 2016 годы — советник министра связи и массовых коммуникаций Российской Федерации.
В 2015 году прошёл обучение по программе подготовки федерального резерва управленческих кадров высшего уровня по направлению «Проектное управление» в Российской академии народного хозяйства и государственной службы при Президенте Российской Федерации и Пудунской академии руководящих кадров Китая.
С 2016 по 2017 годы — заместитель директора проектного офиса Национальной технологической инициативы, функциями которого Правительство Российской Федерации наделило акционерное общество «Российская венчурная компания».
С 2017 года — генеральный директор Фонда президентских грантов. Под управлением Ильи Чукалина фонд в 2017 году первым среди институтов развития и грантодающих организаций провел полную цифровизацию процессов: все — от подготовки и подачи проектов на конкурсы фонда, экспертизы, подведения итогов конкурсов до заключения договоров с победителями, мониторинга, отчетности и оценки результатов — осуществляется в электронной форме. Также по сравнению с предыдущими операторами президентских грантов были реализованы лучшие практики по информационной открытости, дебюрократизация и отказ от «неформальных правил», в том числе существенно сокращено количество документов, необходимых для получения гранта и отчетности по нему (за счет самостоятельного сбора фондом необходимой информации в электронной форме), построена система независимой экспертизы, учитывающая разницу в опыте и масштабе деятельности участников конкурсов из регионов,,.
В 2018 году принимал активное участие в организации и проведении в России Года добровольца (волонтера), за что был отмечен благодарностью Президента Российской Федерации,.
В 2019—2020 годах прошел обучение по программе развития кадрового управленческого резерва (также известной как «школа губернаторов») в Российской академии народного хозяйства и государственной службы при Президенте Российской Федерации и Школе государственной политики Ли Куан Ю Национального университета Сингапура.

## Оценка деятельности
Независимый центр «Грани», оценивавший в 2014—2015 годах результативность и прозрачность конкурсных процедур Минэкономразвития, за которые отвечал И. Чукалин, отметил, что «систему выделения субсидий НКО в МЭР отличала высокая прозрачность, они старались уменьшить издержки заявителей в начале процедуры, получатели докладывали о проектах, отчеты публиковали на портале выдачи субсидий».
Российский правозащитник, сопредседатель «Голоса» Григорий Мельконьянц, комментируя создание в 2017 году единого Фонда президентских грантов и назначение его генеральным директором Ильи Чукалина высказал мнение, что единого грантооператора создали, чтобы «одним махом развеять претензии, которые были к прежним грантооператорам: что они могут получать откаты и необъективно рассматривают заявки. Видимо, не хотелось разбираться с каждым, поэтому и создали нового оператора, который возглавил человек, эффективно проявивший себя, проводя конкурсы в Минэкономразвития».

## Награды
Благодарность Президента Российской Федерации (2019 год).